# Poljska pravoslavna Crkva
Poljska pravoslavna Crkva (poljski: Autokefaliczny Kościół Prawosławny) jedna je od autokefalnih pravoslavnih Crkava. 
Sa 600.000 – 800.000 vjernika je nakon Rimokatoličke Crkve najveća crkvena zajednica u Poljskoj.
Vjernici su uglavnom Poljaci, Bjelorusi ili Ukrajinci koji žive na području Białystoka.

## Vanjske poveznice
- orthodox.pl – na poljskim i engleskom jeziku
- Stranica s detaljnim informacijama  Arhivirana inačica izvorne stranice od 18. siječnja 2008. (Wayback Machine)